# Europejska Karta Statusu Sędziego

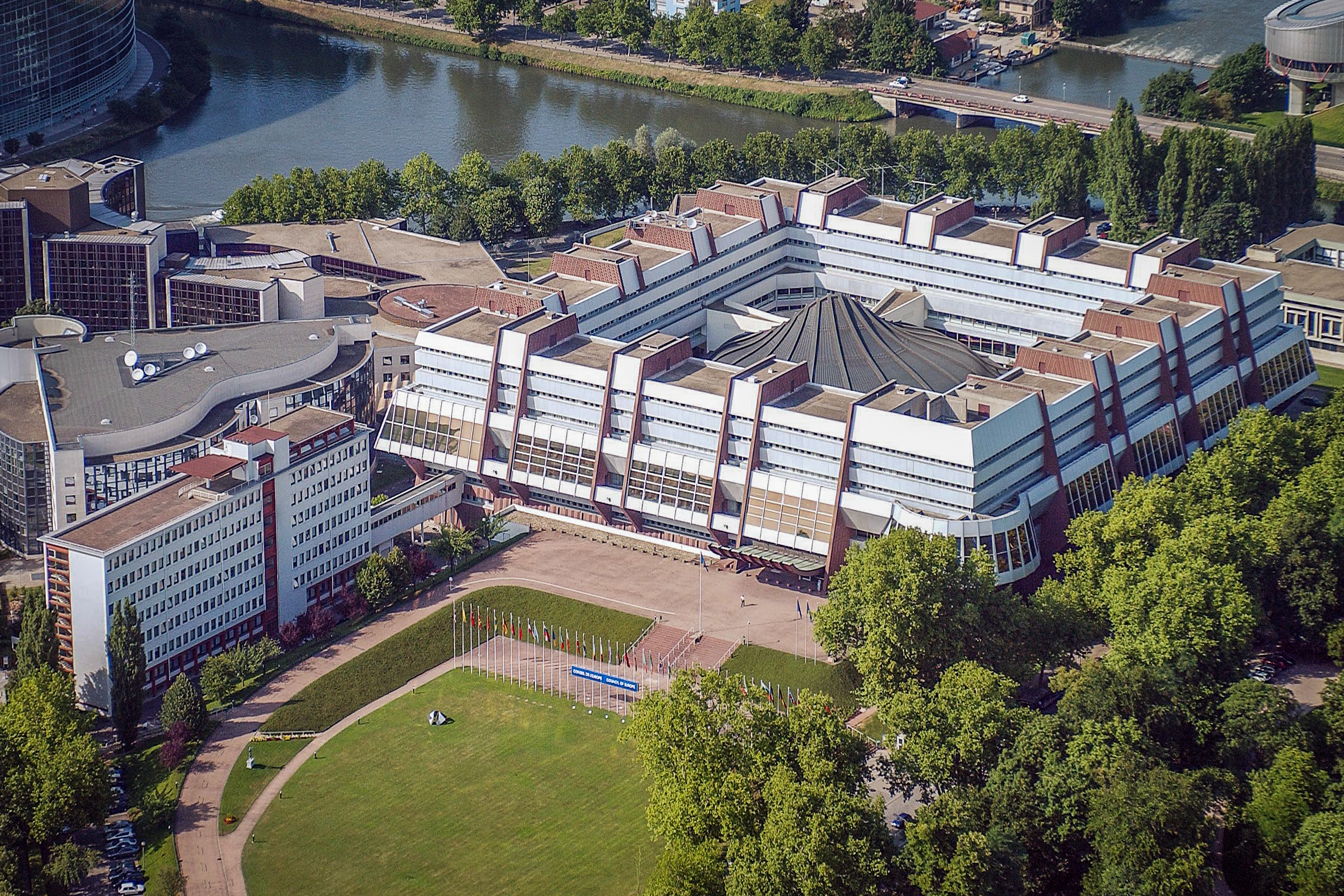
Pałac Europy w Strasburgu, siedziba Rady Europy

Europejska Karta Statusu Sędziego (nazywana również Kartą Sędziowską) – przygotowany przez Dyrekcję Spraw Prawnych Rady Europy w lipcu 1997 roku, a przyjęty w Strasburgu w lipcu 1998 dokument, mający formę rekomendacji dla sędziów, co oznacza, że należy go traktować jako katalog środków zapewniających optymalny status sędziego.
Karta wskazuje na konieczność określenia gwarancji prawnych takich czynników jak niezawisłość sędziowska, fachowość sędziowska, bezstronność sędziego czy rzetelne i publiczne postępowanie przed sądem.

## Zasady Karty
- regulacja zasad funkcjonowania zawodu sędziego normami możliwie najwyższego rzędu;
- zapewnienie odpowiedniego statusu sędziego ma zapewnić fachowość, niezawisłość i bezstronność sędziego;
- wpływ na selekcję, rekrutację, powołanie i przebieg kariery zawodowej sędziego powinien mieć niezależny od władzy ustawodawczej i wykonawczej organ, w skład którego przynajmniej w połowie powinni wchodzić sędziowie wybrani przez środowisko sędziowskie;
- do organu takiego może zwrócić się każdy sędzia, gdy uzna, że została zagrożona lub zlekceważona jego niezawisłość bądź niezależny charakter wymiaru sprawiedliwości;
- kryterium selekcji i rekrutacji powinna być zdolność do swobodnej i bezstronnej oceny przedstawionych kwestii prawnych oraz stosowania prawa z poszanowaniem praw jednostki;
- decyzja o powołaniu kandydata należeć powinna do niezależnego organu;
- sędziego orzekającego w określonym sądzie nie można powołać na inny urząd sędziowski lub, z wyjątkiem przeniesienia dyscyplinarnego, przenieść do innego sądu;
- podstawą awansowania powinny być wyłącznie kwalifikacje i osiągnięcia w wykonywaniu obowiązków, poddane obiektywnej ocenie przez niezależny organ;
- sędziowie są uprawnieni do wynagrodzenia chroniącego ich przed naciskami;
- wymierzenie kary może nastąpić po przeprowadzeniu stosownego postępowania; skala sankcji może być określona tylko w ustawie;
- sędziowie są zobowiązani wykazać właściwą postawę wobec stron, starać się jak najlepiej przygotować do orzekania oraz zachować tajemnicę sędziowską;
- postanowienia Karty stosuje się, z pewnymi wyjątkami (takimi jak np. przebieg kariery zawodowej czy zasady awansu) do wszystkich sędziów, a nie tylko zawodowych, mają one również zastosowanie do wszystkich rodzajów jurysdykcji.